# Il prato macchiato di rosso
Il prato macchiato di rosso è un film horror italiano del 1973 diretto da Riccardo Ghione e interpretato, tra gli altri, da Lucio Dalla, Nino Castelnuovo, Marina Malfatti, Enzo Tarascio, Barbara Marzano. Il film, finito di girare nel 1972, fu distribuito solo nella primavera del 1973.

## Trama
Emilia-Romagna, primi anni settanta. Un agente dell'UNESCO scopre che in una bottiglia di vino prodotta da una nota casa vinicola italiana è contenuto del sangue. Una coppia di hippies nel loro girovagare si imbatte in un certo Antonio che li accompagna nella villa dove lui vive con la sorella ed il cognato. Nella sontuosa abitazione i due giovani incontrano strani personaggi: una zingara, una prostituta e un inquietante ubriacone. Il padrone di casa, Michelino Croci, li tranquillizza dicendo che egli è solo un produttore di vini ed ama ospitare strana gente. In realtà il signor Antonio è un pazzo che ha creato un meccanismo, una sorta di robot in grado di succhiare il sangue dai corpi umani.

## Produzione
Gli effetti speciali utilizzati nel film sono opera di Roberto Betta. Il film fu girato interamente a Fiorenzuola d'Arda e Castell'Arquato, nel piacentino.

## Colonna sonora
Apparizione del cantante Lucio Dalla, qui nella parte del cupo ubriacone dal volto indecifrabile, autore della canzone omonima al titolo, che apre e chiude il film.